# Ảnh Báo chí của Năm
Ảnh Báo chí của Năm (Press Photos of the Year) là một phần của Giải thưởng Ảnh Báo chí Thế giới nền tảng là Hội Tương tế Ảnh Báo chí Thế giới được thành lập vào năm 1955 tại Hà Lan. Ngoài Ảnh Báo chí của Năm, ban giám khảo gồm 10 thành viên cũng sẽ trao giải Câu chuyện Ảnh Báo chí của Năm cho câu chuyện mà trong ấn bản của cuộc thi đó nổi bật nhất bởi cường độ chụp ảnh và tầm quan trọng của nội dung. 

## Danh sách Ảnh Báo chí của Năm
Dưới đây là danh sách các nhiếp ảnh gia, tên bức ảnh và mô tả tương ứng.
| Năm dự thi | Nhiếp ảnh gia                       | Chủ đề                                | Mô tả | Liên kết web                        |
| ---------- | ----------------------------------- | ------------------------------------- | --- | ----------------------------------- |
| 1955       | Mogens von Haven                    | Đua xe mô tô                          | Vào ngày 28 tháng 8 năm 1955, tại Đường đua Volk Mølle ở Assentoft, Đan Mạch, một tay đua mô tô đã bị tai nạn trong một cuộc đua. | Hình ảnh                            |
| 1956       | Helmuth Pirath                      | Trở về nhà sau chiến tranh            | Một tù nhân trong Thế chiến II của Đức được Liên Xô thả tự do và trở về đoàn tụ với đứa con gái 12 tuổi của mình ở Tây Đức, người mà anh ta đã không được gặp khi còn nhỏ. | Hình ảnh                            |
| 1957       | Douglas Martin                      | Sự phân biệt chủng tộc ở Hoa Kỳ       | Cùng với bạo lực và quấy rối, Dorothy Counts trở thành một trong những học sinh người Mỹ gốc Phi đầu tiên tại trường trung học Harry Harding ở Charlotte, Bắc Carolina. | Hình ảnh                            |
| 1958       | Không có giải thưởng nào được trao. | Không có giải thưởng nào được trao.   | Không có giải thưởng nào được trao. | Không có giải thưởng nào được trao. |
| 1959       | Stanislav Tereba                    | Bóng đá                               | Trong một trận bóng đá giữa hai đội Sparta Praha và Červená Hviezda Bratislava, thủ môn Miroslav Čtvrtníček của Sparta đứng trên sân bóng dưới trời mưa tầm tã. | Hình ảnh                            |
| 1960       | Không có giải thưởng nào được trao. | Không có giải thưởng nào được trao.   | Không có giải thưởng nào được trao. | Không có giải thưởng nào được trao. |
| 1961       | Yasushi Nagao                       | Ám sát Inejirō Asanuma                | Vào ngày 12 tháng 10 năm 1960, nam sinh viên cực hữu 17 tuổi Otoya Yamaguchi giết chính trị gia xã hội chủ nghĩa Inejiro Asanuma bằng một thanh gươm trong một bài phát biểu tại Hội trường Hibiya ở Tokyo.                                                                                               | IHình ảnh                           |
| 1962       | Héctor Rondón Lovera                | Cuộc nổi dậy El Porteñazo ở Venezuela | Trong cuộc nổi loạn của quân đội El Porteñazo một người lính sắp chết bám lấy một linh mục với hỏa lực bắn tỉa xung quanh. | Hình ảnh                            |
| 1963       | Malcolm Browne                      | Đàn áp Phật giáo ở Việt Nam           | Nhà sư Việt Nam Thích Quảng Đức tự thiêu để phản đối cuộc đàn áp các Phật tử của chính quyền tổng thống Ngô Đình Diệm. | Hình ảnh                            |
| 1964       | Don McCullin                        | Tranh chấp Síp                        | Một phụ nữ Thổ Nhĩ Kỳ để tang người chồng đã chết của mình, nạn nhân của cuộc nội chiến Hy Lạp - Thổ Nhĩ Kỳ. | Hình ảnh                            |
| 1965       | Kyōichi Sawada                      | Chiến tranh Việt Nam                  | Một người mẹ cùng những đứa con lội qua sông ở Lộc Thượng, tỉnh Bình Định, miền Nam Việt Nam để trốn bom Mỹ. | Hình ảnh                            |
| 1966       | Kyōichi Sawada                      | Chiến tranh Việt Nam                  | Ngày 24 tháng 2 năm 1966, quân đội Hoa Kỳ kéo xác một chiến sĩ Việt Cộng sau thiết vận xa M-113, người đàn ông này bị tử trận trong một cuộc tấn công ác liệt vào ban đêm của một số tiểu đoàn Việt Cộng chống lại quân Úc trong trận Long Tân ngày 18 tháng 8 Năm 1966.                                  | Hình ảnh                            |
| 1967       | Co Rentmeester                      | Chiến tranh Việt Nam                  | Chỉ huy của một chiếc xe tăng M48 Patton nhìn qua ống kính. Đây là bức ảnh màu đầu tiên đoạt giải. | Hình ảnh                            |
| 1968       | Eddie Adams                         | Chiến tranh Việt Nam                  | Ngày 1 tháng 2 năm 1968, cảnh sát trưởng miền Nam Việt Nam Nguyễn Ngọc Loan hành quyết tù binh Việt Cộng Nguyễn Văn Lém trên đường phố Sài Gòn với một viên đạn vào đầu. | Hình ảnh                            |
| 1969       | Hanns-Jörg Anders                   | Xung đột vũ trang tại Bắc Ireland     | Một người Công giáo Ireland đeo mặt nạ phòng độc đứng trước bức tường có dòng chữ "chúng tôi muốn hòa bình", khoảnh khắc trước khi quân Anh ném ra những bình hơi cay. | Hình ảnh                            |
| 1970       | Không có giải thưởng nào được trao. | Không có giải thưởng nào được trao.   | Không có giải thưởng nào được trao. | Không có giải thưởng nào được trao. |
| 1971       | Không có giải thưởng nào được trao. | Không có giải thưởng nào được trao.   | Không có giải thưởng nào được trao. | Không có giải thưởng nào được trao. |
| 1972       | Wolfgang Peter Geller               | Cướp ngân hàng ở Saarbrücken          | Sau một vụ cướp ngân hàng ở Saarbrücken, một cuộc đấu súng diễn ra giữa cảnh sát và bọn cướp ngân hàng. | Hình ảnh                            |
| 1973       | Nick Út                             | Chiến tranh Việt Nam                  | Cô bé Phan Thị Kim Phúc và những đứa trẻ khác chạy trốn trong tình trạng bị bỏng nặng do bom napalm của máy bay Nam Việt Nam ném. | Hình ảnh                            |
| 1974       | Orlando Lagos                       | Đảo chính Chile 1973                  | Vào ngày 11 tháng 9 năm 1973, tổng thống Salvador Allende xuất hiện ngay trước khi ông qua đời tại dinh tổng thống La Moneda trong cuộc đảo chính quân sự của tướng Pinochet. Danh tính của Lagos là nhiếp ảnh gia không được tiết lộ cho đến tận tháng 2 năm 2007, tức là một tháng sau khi ông qua đời. | Hình ảnh                            |
| 1975       | Ovie Carter                         | Nạn đói ở Sahel, Niger                | Một đứa trẻ nhỏ gặp nạn trong đợt hạn hán ở Niger. | Hình ảnh                            |
| 1976       | Stanley Forman                      | VỤ cháy trên phố Marlborough          | Trong một vụ hỏa hoạn tại một tòa nhà chung cư ở Boston, lối thoát hiểm bị sập khiến một người phụ nữ ngã xuống cùng con gái đầu của mình. Người phụ nữ đã tử vong tại hiện trường vụ va chạm. | Hình ảnh                            |
| 1977       | Françoise Demulder                  | Nội chiến Liban                       | Vào tháng 1 năm 1976, một nhóm người tị nạn Palestine chạy trốn cuộc nội chiến ở Beirut. | Hình ảnh                            |
| 1978       | Leslie Hammond                      | Apartheid                             | Cảnh sát Nam Phi ném hơi cay vào nhóm người biểu tình ở Modderdam, gần Cape Town. | Hình ảnh                            |
| 1979       | Sadayuki Mikami                     | Cuộc đấu tranh Sanrizuka              | Ngày 26 tháng 3 năm 1978 xảy ra các cuộc đụng độ nghiêm trọng giữa những người biểu tình và Đơn vị Cảnh sát Chống bạo động trong cuộc biểu tình phản đối xây dựng sân bay quốc tế Narita. Bức ảnh là một người biểu tình bị dính bom xăng khi định ném trả vào lực lượng cảnh sát.                        | Hình ảnh                            |
| 1980       | David Burnett                       | Fall of the Khmer Rouge in Campuchia  | Vào tháng 11 năm 1979, trong một trại tị nạn ở Sa Keo gần biên giới Thái Lan - Campuchia, một người phụ nữ ôm đứa con của mình trên tay. | Hình ảnh                            |